# Egídio de Viterbo
Egídio Antonini (1472—1532), comumente conhecido pelo nome Egídio de Viterbo (em latim: Ægidius Viterbensis, em italiano:  Egidio da Viterbo), foi um frade Itáliano agostiniano do século XVI, bispo de Viterbo, cardeal, além de teólogo reformador, orador, humanista e poeta.